# 拉兰日
拉兰日（法語：Larringes，法語發音：[laʁɛ̃ʒ]）是法国上萨瓦省的一个市镇，属于托农莱班区。

## 地理
拉兰日（46°22'7"N, 6°34'22"E）面积8.07 平方千米，位于法国奥弗涅-罗讷-阿尔卑斯大区上萨瓦省，该省份为法国东部省份，历史上为薩伏依的一部分，北与瑞士接壤，西接安省，南至萨瓦省，东与瑞士和意大利接壤。
与拉兰日接壤的市镇（或旧市镇、城区）包括：埃維昂萊班、尚庞日、费泰尔讷、讷沃塞勒、皮布利耶、圣波勒昂沙布莱、万济耶。

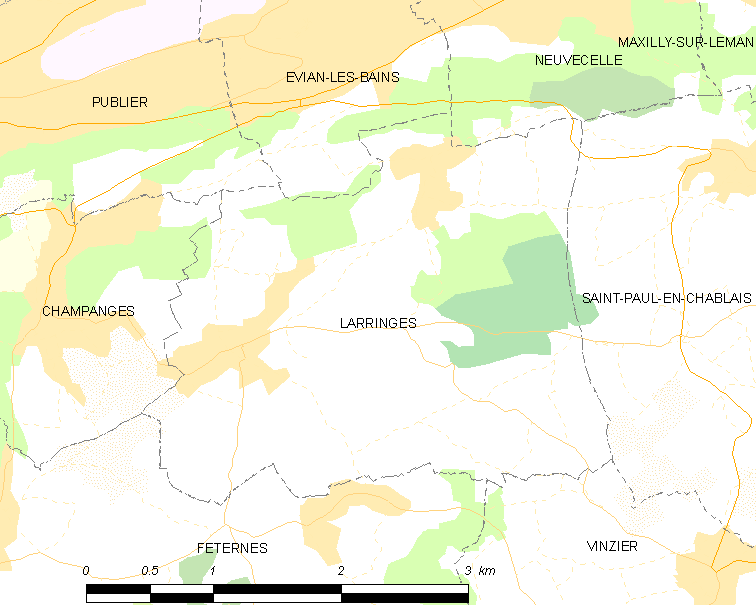
拉兰日的OSM定位图

拉兰日的时区为UTC+01:00、UTC+02:00（夏令时）。

## 行政
拉兰日的邮政编码为74500，INSEE市镇编码为74146。

## 政治
拉兰日所属的省级选区为埃维昂莱班县。

## 人口

1962-2008年间拉兰日人口变化图示

拉兰日于2022年1月1日时的人口数量为1589人。